# Hal Gill
Harold Priestley "Hal" Gill III (ur. 6 kwietnia 1975 w Concord) – amerykański hokeista.

## Kariera klubowa
- Providence College (1993–1997)
- Providence Bruins (1997)
- Boston Bruins (1997–2006)
  -  Lukko (2004–2005)
- Toronto Maple Leafs (2006–2008)
- Pittsburgh Penguins (2008–2009)
- Montréal Canadiens (2009–2012)
- Nashville Predators (2012–2013)
- Philadelphia Flyers (2013)

23 kwietnia 2015 roku ogłosił zakończenie swojej kariery zawodniczej.

## Sukcesy
Klubowe
- Puchar Stanleya: 2009 z Pittsburgh Penguins